# 직업정보
직업정보는 고용동향, 취업정보, 직업분류체계, 노동의 수요 및 공급, 노사관계, 임금, 자격정보, 직업구조와 직업군, 취업경향 등과 같이 직업과 관련된 정보를 뜻한다.

## 의의
다양한 직업정보는 여러 가지의 변수가 작용하게 된다. 특히 정보화사회로 진입하면서 직업정보의 분석과 제공은 어려운 과제로 대두되었다. 직업정보는 직업을 선택하고자 하는 사람에게 최대한 유용하게 사용되어야 한다. 즉, 직업정보의 활용 대상자는 직업을 선택하고자 하는 개개인 모두를 뜻한다. 또한 직업정보란 채용자격, 작업조건, 보상, 승진 등을 포함한 직위, 직무, 직업 등에 관한 유용하고 타당한 자료이다.
직업정보는 구직자에게 노동시간 및 노동력에 관한 정보, 자격 및 훈련정보, 취업정보, 구인업체에 대한 자세한 정보를 제공하여 구직자들이 올바르게 진로를 결정하고, 잘못된 직업선택에 따른 개인적, 사회적 비용을 최소화하는 데 목적이 있다. 특히 향후 평생직업 개념의 보편화에 따라 직장이동이 활발해질 것으로 생각되므로, 정확하고 신속한 직업정보는 직장이동이나 신규 노동시장 진입 시에 발생하기 쉬운 실업의 장기화를 예방할 수 있다.

## 사용 목적
직업을 결정하는 단계에서는 직업 탐색과 지식의 습득, 그리고 최종적인 행동으로 나타날 때까지의 단계마다 적절한 정보가 필요하다. 따라서 직업정보는 신뢰성과 효용성을 구비하여야 한다. 신뢰성 측면에서는 개인과 개인, 개인과 조직, 조직과 조직 간의 정보유통상 오류가 없어야 된다. 또한 직업정보는 적절한 시간에 적합한 정보가 개인 및 조직에게 유통되어야 하는 시간의 효용성도 중요한 특성이라고 볼 수 있다.
직업정보의 사용 목적을 살펴보면 다음과 같다.
1. 직업에 대한 동기부여와 흥미 유발을 가능하게 하며, 직업에 대하여 지니고 있었던 인식과 태도의 변화를 가져오게 한다.
2. 동일한 직업 내에서 보다 나은 근로자로서의 생활 형태를 비교, 분석하게 할 수 있다.
3. 직업에 관한 정보를 전달함으로써 직업에서의 일의 과정과 부가적인 환경, 직장 및 사업장의 특징 및 유형, 알지 못하였던 직업에 대하여 알게 한다.

## 직업정보의 역할
직업정보는 근본적으로 특별한 문제를 해결하는 데 도움을 주어서 직업선택에 대해 좀 더 책임감을 가질 수 있도록 한다. 대부분의 사람들은 직업결정에 대한 압박을 받아서 무엇을 원하는가를 모르게 된다. 따라서 직업을 결정하는 단계에서 직업 탐색, 지식의 습득, 최종적 행동으로 나타날 때까지의 각 단계마다 적절한 직업정보를 활용하여야 한다. 이러한 정보는 구직 및 구인자뿐만 아니라 직업상담자, 교육자, 부모, 전문가, 정책입안자 등에게도 매우 유용하게 이용된다.

## 같이 보기
- 직업상담
- 직업훈련